# Barklaja
Barklaja (Barclaya) – jeden z 5 rodzajów w obrębie rodziny grzybieniowatych (Nymphaeaceae). Obejmuje dwa gatunki występujące w tropikach południowo-wschodniej Azji – B. longifolia to roślina wodna, uprawiana także jako roślina akwariowa, B. motleyi to roślina lądowa rosnąca w wilgotnych lasach zachodniej Malezji. 

## Morfologia
ŁodygaAlbo bulwiasto zgrubiała, albo w postaci cienkiego, poziomo rosnącego kłącza.
LiścieRównowąskie do owalnych, sercowate u nasady, zwykle stale zanurzone, rzadko na krótko odsłaniane w przypadku spadku poziomu wody.
KwiatyOkwiat składa się z 4 lub 5 działek kielicha i 8 lub większej liczby płatków korony zrośniętych w rurkę i tylko na końcach wolnych. Płatki są różowe lub czerwone. Liczne pręciki przylegają do płatków korony. Zalążnia dolna składa się z kilku (do 10) zrośniętych owocolistków. Znamię stożkowate. Nasiona kolczaste.

## Systematyka i taksonomia
Nazwa rodzajowa Barclaya ustalona została przez Nathaniela Wallicha (1786–1854) i przyjęta jako nomen conservandum zgodnie z Międzynarodowym kodeksem nomenklatury botanicznej. Rozstrzygnięcie to było konieczne ponieważ odkryto, że ten sam autor pół roku wcześniej użył nazwy Hydrostemma w odniesieniu do roślin z tego rodzaju. Nazwę obowiązującą zachowano m.in. ze względu na jej rozpowszechnienie.
Pozycja systematyczna według Angiosperm Phylogeny Website (aktualizowany system APG IV z 2016)
Rodzaj jest siostrzany dla wszystkich rodzajów grzybieniowatych z wyjątkiem bazalnego rodzaju grążel (Nuphar). Rodzina grzybieniowate należy do rzędu grzybieniowców (Nymphaeales), stanowiącego drugie w kolejności po amborellowatych odgałęzienie w historii rozwoju okrytonasiennych.
Wykaz gatunków
- Barclaya longifolia Wall. – barklaja długolistna
- Barclaya motleyi Hook.f.